# Monolith (film, 2022)
Pour les articles homonymes, voir Monolith.
 (décembre 2024).
Si vous disposez d'ouvrages ou d'articles de référence ou si vous connaissez des sites web de qualité traitant du thème abordé ici, merci de compléter l'article en donnant les références utiles à sa vérifiabilité et en les liant à la section « Notes et références ».
Pour plus de détails, voir Fiche technique et Distribution.
Monolith est un film de science-fiction australien réalisé par Matt Vesely et sorti en 2022.
Il est présenté pour la première fois au festival du film d'Adélaïde puis dans de nombreux festivals. Il sort dans les salles australiennes l'année suivante puis en 2024 en France.

## Synopsis
Déprimée, une journaliste en disgrâce se retrouve seule dans la grande maison de ses parents. Pendant leur absence, elle décide de reprendre son métier sous une autre forme et se lance dans le podcasting. Pour relancer sa carrière, elle tente de résoudre des mystères non résolus. Elle invite les auditeurs à téléphoner pour raconter leurs histoires. L'une d'elle attire son attention ; celle d'un mystère autour d'un étrange monolithe noire, rapportée pour la première fois par une servante nommée Floramae. Plusieurs autres personnes rapportent également l'apparition d'un objet similaire dans leur vie.

## Fiche technique
Sauf indication contraire, les informations mentionnées dans cette section peuvent être confirmées par les bases de données cinématographiques IMDb et Allociné,  présentes dans la section « Liens externes ».
- Titre original et français : Monolith
- Réalisation : Matt Vesely
- Scénario : Lucy Campbell
- Musique : Benjamin Speed
- Décors : Jonah Booth-Remmers
- Costumes : Renate Henschke
- Photographie : Michael Tessari
- Montage : Tania Nehme
- Production : Bettina Hamilton
- Sociétés de production : Black Cat White Rabbit Productions, South Australian Film Corporation (en) et le festival du film d'Adélaïde
- Sociétés de distribution : Bonsai Films (Australie), Star Invest Films (France)
- Budget : 500 000 AUD
- Pays de production :  Australie
- Langue originale : anglais
- Format : couleur
- Genre : science-fiction, thriller
- Date de sortie[1] :
  - Australie : 27 octobre 2022 (première au festival d'Adélaïde)
  - Belgique : 16 avril 2023 (festival du film fantastique de Bruxelles)
  - Australie : 26 octobre 2023 (au cinéma)
  - France : 24 juillet 2024 (au cinéma)
- Classification[2] :
  - Australie : M
  - États-Unis : R

## Distribution
- Lily Sullivan : la journaliste (The Interviewer en VO)
- Ling Cooper Tang : Floramae (voix)
- Ansuya Nathan : Paula (voix)
- Erik Thomson : le père (voix)
- Terence Crawford : Klaus (voix)
- Matt Crook : Scott (voix)
- Kate Box : Laura (voix)
- Rashidi Edward : John (voix)
- Brigid Zengeni : Shiloh (voix)
- Belle Kalendra-Harding : la journaliste, jeune
- Chase Coleman : Tyler
- Damon Herriman : Jarad (voix)
- Rebecca Summerton : la mère
- Janet Tan : Floramae

## Production
Monolith est le premier long métrage développé dans le cadre d'une initiative nommée Film Lab: New Voices développée par l'organisme gouvernemental South Australian Film Corporation (en) et le festival du film d'Adélaïde. Un laboratoire de développement a lieu ensuite durant 11 mois, au cours duquel trois projets, choisis parmi 63 candidatures, ont engendré l'écriture de 3 scripts dont un sélectionné pour être produit. Monolith reçoit initialement un budget 400 000 AUD venu du SAFC et du festival avec des fonds additionnels de l'organisation Mercury CX (en). Le budget final s'élève à 500 000 AUD.
Le script est écrit par Lucy Campbell et la réalisation est confiée à Matt Vesely,.
Le tournage a lieu dans la région d'Adelaide Hills en mai 2022. D'une durée de 15 jours, il se déroule dans l'ordre chronologique des événements du film,. Le film entier est tourné dans un lieu unique, avec une seule actrice à l'écran (Lily Sullivan). Les autres acteurs sont entendus au téléphone, dont Damon Herriman, Erik Thomson et Kate Box.